# Flagge des Libanon
Die Flagge des Libanon wurde am 7. Dezember 1943 offiziell eingeführt.

## Bedeutung

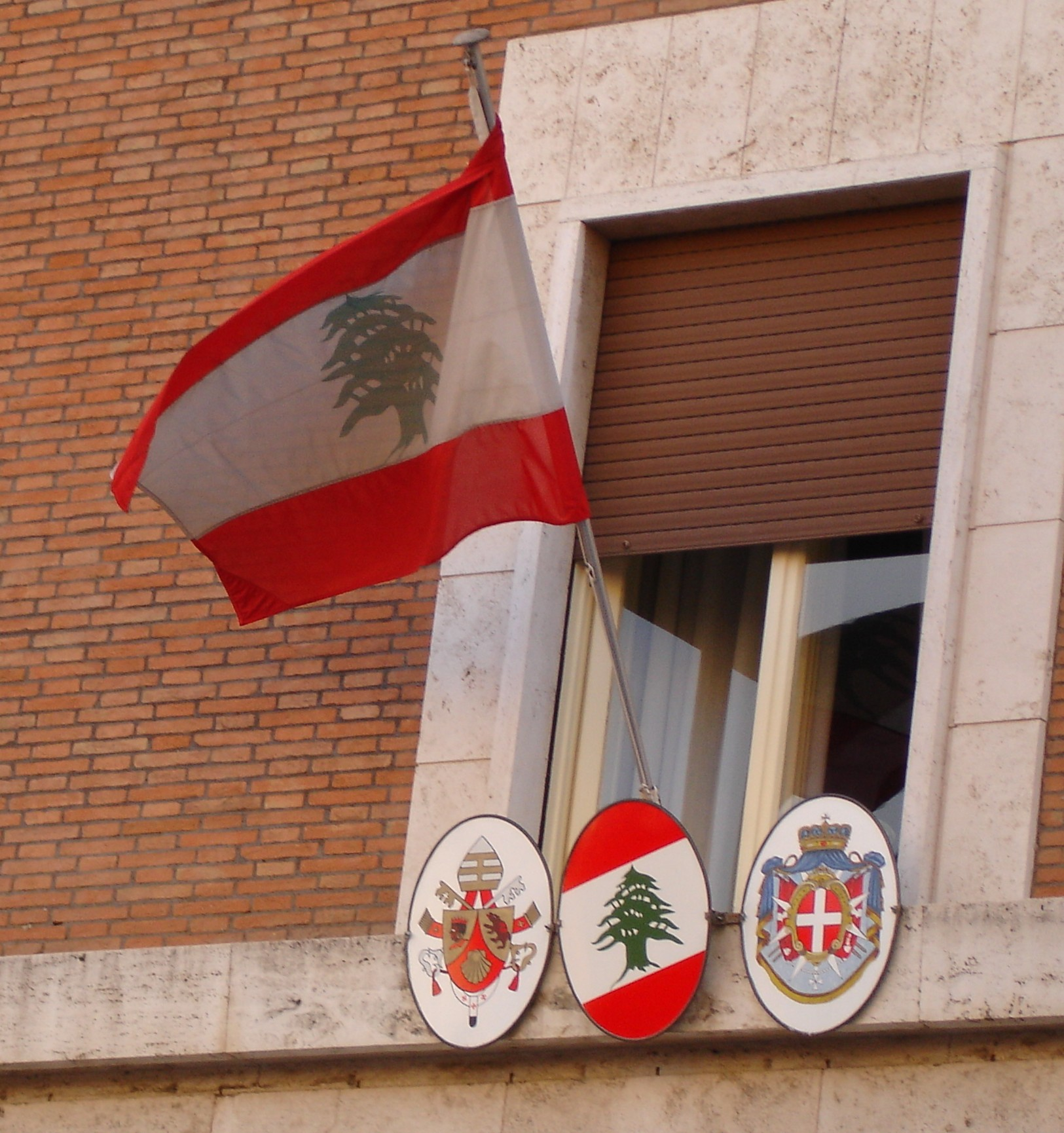
Libanesische Botschaft in Rom

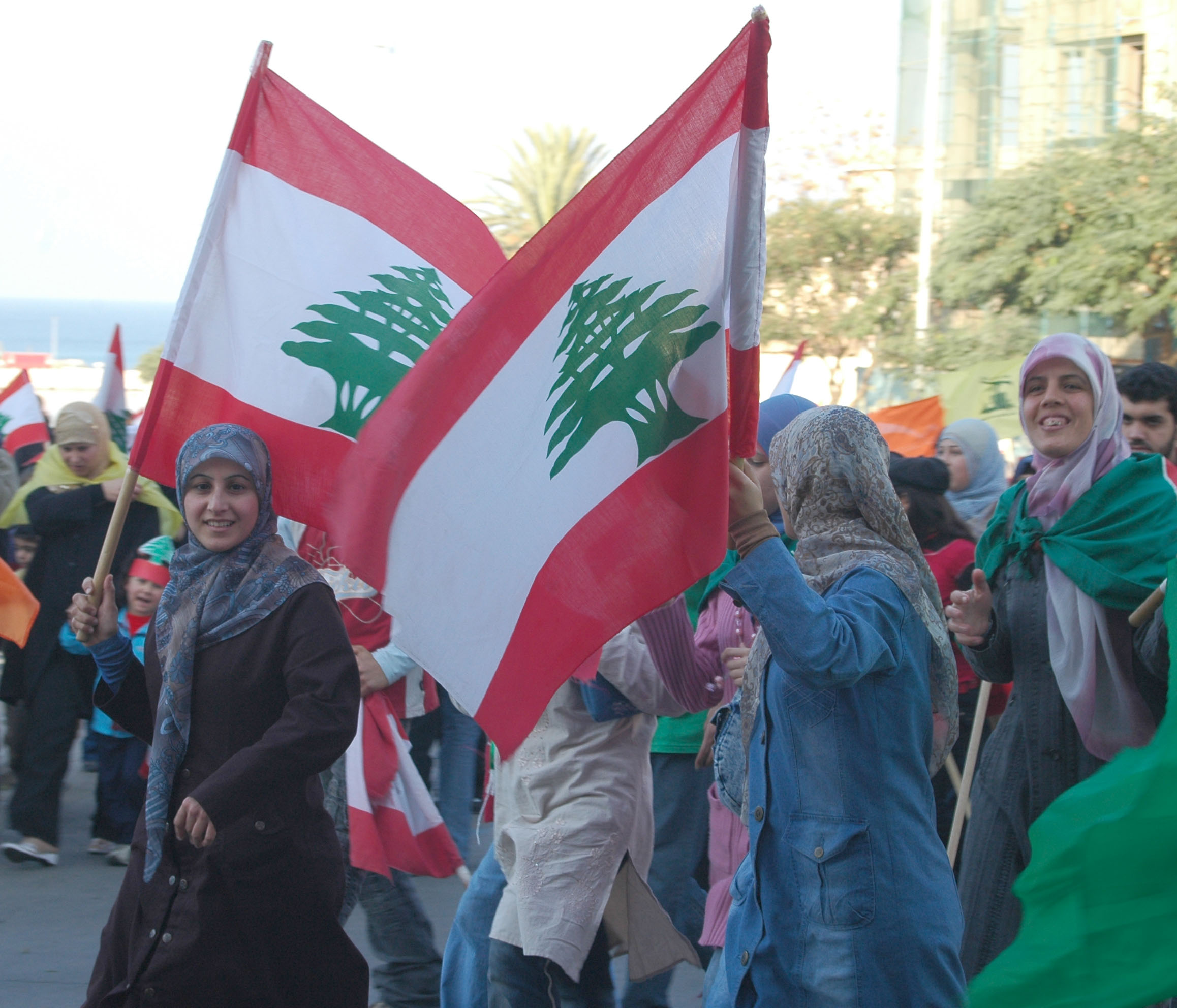
Demonstrantinnen mit der Nationalflagge

Das zentrale Symbol der Nationalflagge geht auf die maronitischen Christen zurück, welche im 18. und 19. Jahrhundert eine weiße Flagge mit einer Zeder führten. Dieser Baum, der Frieden, Helligkeit und Ewigkeit symbolisiert, ist typisch für dieses Gebiet und wird deshalb auch oft in der Bibel genannt. So steht im Ps 92,13  geschrieben, dass „der Gerechte […] wird wachsen wie eine Zeder auf dem Libanon“.
Häufig wird die Zeder in der Flagge zu klein dargestellt. Die offiziellen Vorschriften über das Aussehen der Flagge sehen vor, dass die Zeder die roten Streifen berühren muss.
Die weiße Farbe steht für die Reinheit und den Schnee, der die Gipfel des Libanon bedeckt und Rot für das Blut der Märtyrer der Unabhängigkeit des Libanon.
Teilweise werden die Farben Weiß und Rot mit dem Symbol für die zwei sich befehdenden Stämme der Jemeniten und Kayssiten interpretiert, welche die libanesische Gesellschaft zwischen 634 und 1711 in zwei Gruppen (Christen und Muslime) gespaltet haben.
Diese Interpretation wird aber von anderer Seite als falsch angesehen, da jene, die die Fahne einführten, nicht an die Spaltung, sondern an die Einigung der Libanesen gegen die französische Herrschaft dachten.
Es gibt Spekulationen über Verbindungen des Designers der Flagge Henri Pharaon zu Österreich, welche die Farbgebung der Nationalflagge mit der rot-weiß-roten Flagge Österreichs beeinflusst haben könnte. Die österreichische Zeitung Der Standard berichtete 2005, dass der christliche Parlamentarier und mehrmalige libanesische Außenminister ein „begeisterter Freund Österreichs“ war. Aus seiner Familie stammen laut dem Bericht mehrere Generationen Honorarkonsuln des Kaisertums Österreich und der österreichisch-ungarischen Monarchie. Zudem war Pharaon Gründer der libanesisch-österreichischen Freundschaftsgesellschaft. Als weitere Väter der Nationalflagge gelten Maroun Kanaan, Saêb Salam, Sabri Hamadé, Rachid Beydoun, Saadi al-Mounla und Mohamed al-Fadl, die mit Henry Pharaon die neue Nationalflagge auswählten.
Der weiße, mittlere Streifen ist doppelt so breit wie einer der roten Streifen.

## Historische Flaggen
Es gibt Behauptungen, die Phönizier hätten 1000 v. Chr. eine vertikal geteilte blau-rote Flagge verwendet, diese sind aber nicht belegt.
Eine der ältesten Flaggen auf dem Gebiet des heutigen Libanon dürfte die weiße Flagge der Umayyaden gewesen sein. Ihr folgte die schwarze Flagge des Kalifat der Abbasiden (750 bis 1258). Das Chehab-Emirat führte eine blaue Flagge mit einem weißen Halbmond (1697 bis 1842).
1920 erhielt Frankreich das Völkerbundmandat über den von ihm seit 1919 besetzten Libanon. Zunächst wurde für das gesamte Mandatsgebiet (mit Syrien) möglicherweise eine Flagge verwendet, die dem Chehab-Emirat entsprach, mit der französischen Trikolore in der Gösch. Doch schon im August erhielt das Mandatsgebiet „Großlibanon“ eine eigene Flagge. Die am 23. Mai 1926 verabschiedete Verfassung des Libanon bestätigte sie in Artikel 5: „Die libanesische Flagge ist blau, weiß, rot mit einer Zeder im weißen Teil“. Diese Zeder wurde als einheitlich grün definiert, doch wurde sie von Flaggenherstellern oft auch braun und grün dargestellt, was auch bei der heutigen Flagge üblich ist, die 1943 die alte Flagge ablöste.

Kalifat der Umayyaden, 660 bis 750
Flagge des Osmanischen Reiches
2:3  Libanesische Flagge nach dem Zusammenbruch des Osmanischen Reiches 1918
Französisches Mandat, Juli bis August 1920
2:3  Großlibanon, 1920 bis 1943

## Weitere Flaggen im Libanon

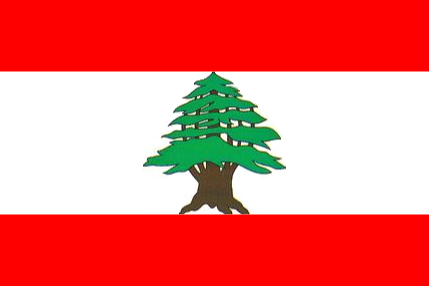
Variante der Nationalflagge mit braunem Stamm